# Daouiterium
Daouitherium ("bestia z Sidi Daoui" nazwa pochodzące od nazwy miejscowości gdzie odnaleziono szczątki) - wymarły gatunek prymitywnych trąbowców żyjący we wczesnym eocenie, około 55 milionów lat temu w północnej Afryce.
Zwierzę znane z fragmentarycznych szczątków, szczęki i zębów odnalezione w Ouled Abdoun Basin w Maroku. Wielkości tapira (300 kg), Daouitherium jest najwczesniejszym znanym, dużym afrykańskim ssakiem i jednym z najstarszych znanych trąbowców.